# ابتکار دارما

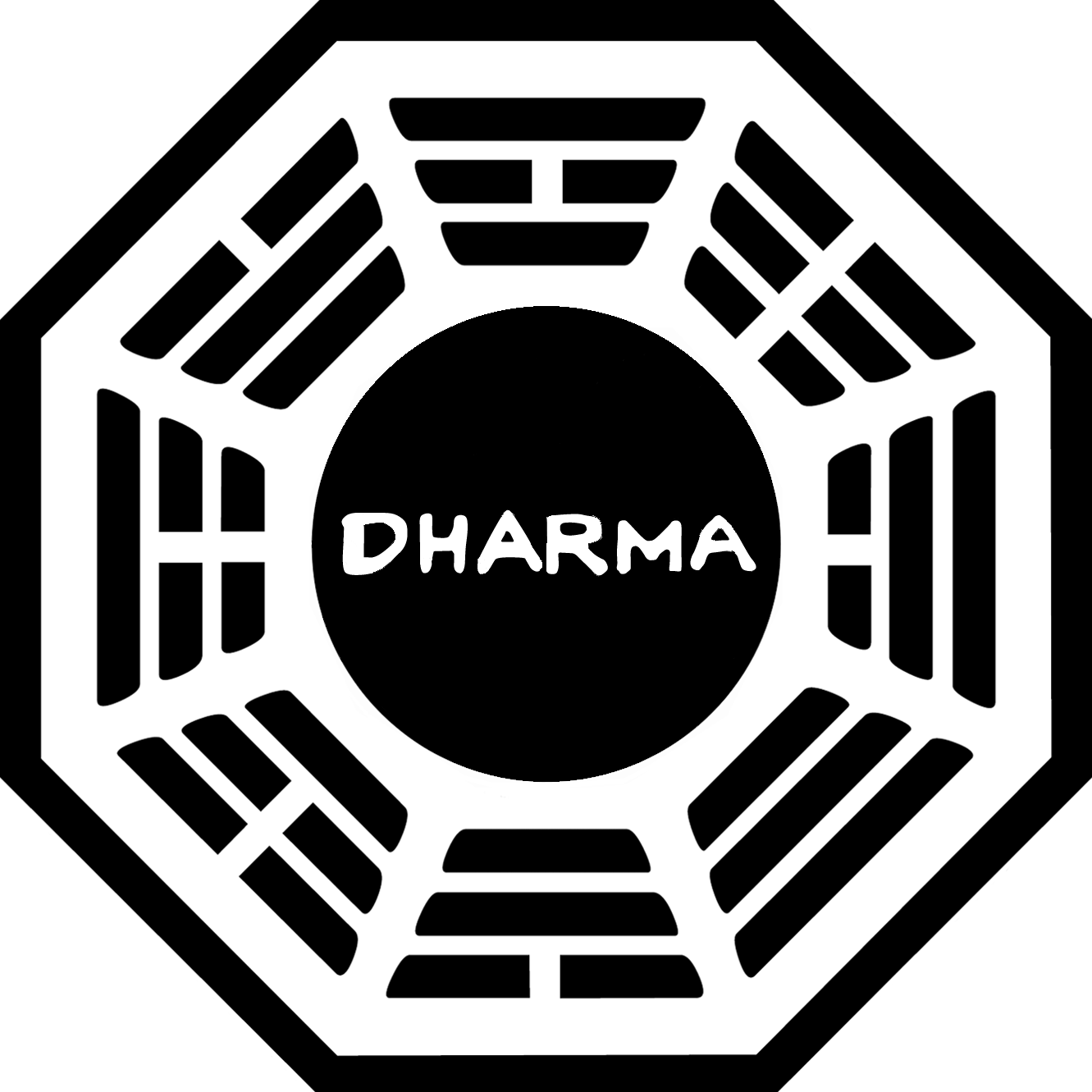
نشان اصلی پروژهٔ ابتکار دارما. این نشان از یک با گوآ با نوشتهٔ DHARMA در مرکز آن تشکیل شده‌است. به جز این نشان، هر یک از ایستگاه‌ها و بخش‌های ابتکار دارما دارای نشان‌های خاص خود هستند.

ابتکار دارما (به انگلیسی: Dharma Initiative)، (یا به اختصار DHARMA: Department of Heuristics and Research on Material Applications)، نام یک پروژه پژوهشی خیالی است که در سریال تلویزیونی لاست وجود داشت. از این پروژه اولین بار در قسمت Orientation در فصل دوم لاست نام برده شد. حوزهٔ پژوهشی این گروه بیشتر بر علوم حاشیه‌ای متمرکز است. نام آن از واژهٔ دارما گرفته شده که در ادیان هندوئیسم، بودایی، جینیسم و سیک کاربرد دارد.
این گروه یک نشان کلی دارد که از یک هشت‌ضلعی و با گوآ تشکیل شده که نام دارما در مرکز آن قرار دارد. هر یک از ایستگاه‌های پژوهشی این گروه نیز نشان مخصوص به خود را دارند.

## پیش‌زمینه

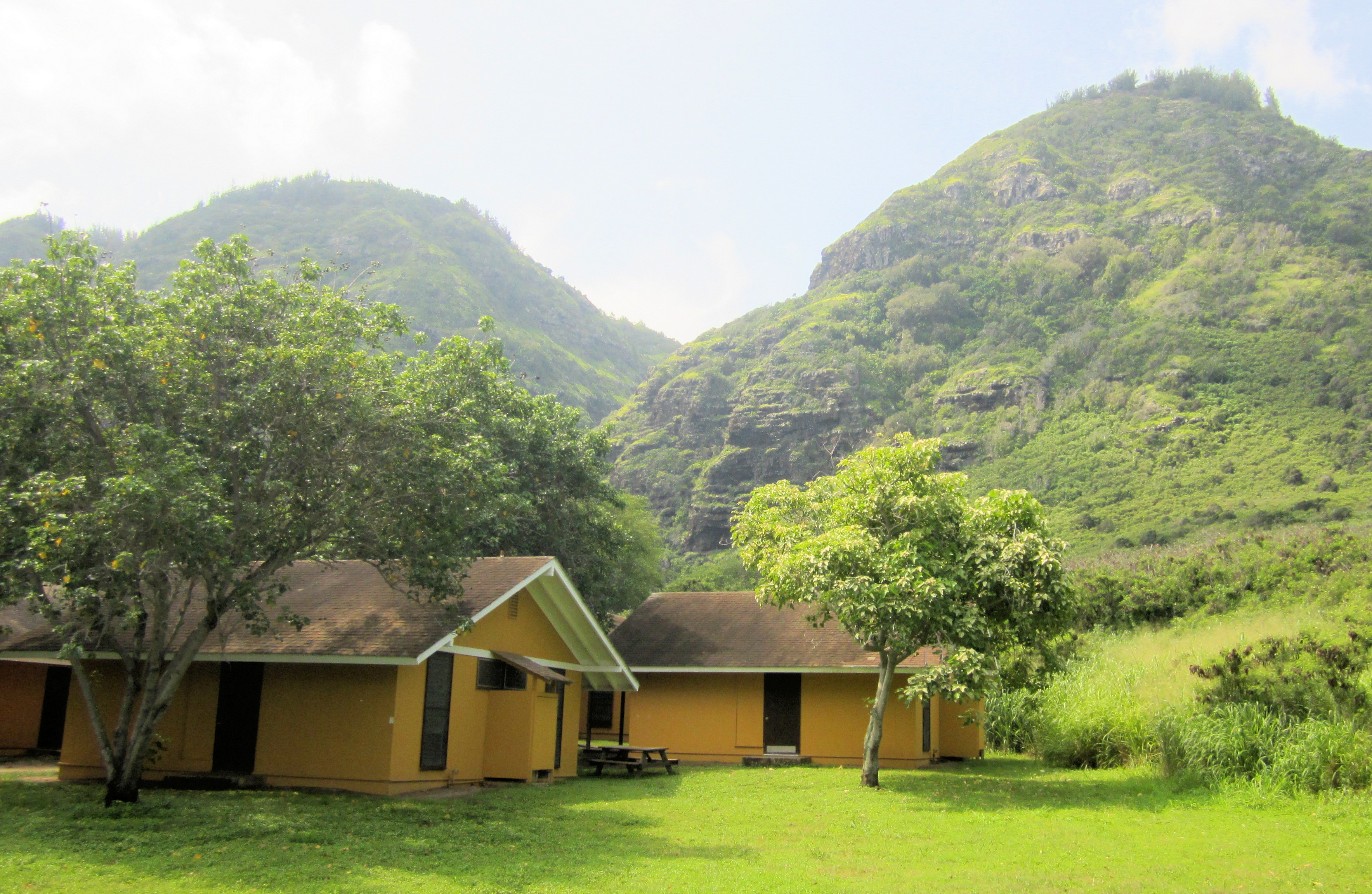
خانه‌های مسکونی که اعضای ابتکار دارما در جزیره در آنها زندگی می‌کردند.

بازماندگان پرواز اوشنیک ۸۱۵، اولین بار در فیلمی کوتاه که برای راهنمایی اعضای ابتکار دارما تهیه شده بود و در ایستگاه قو یافته بودند توانستند با این گروه آشنا شوند. در این فیلم، دکتر ماروین کندل شرح می‌دهد که پروژهٔ ابتکار دارما در سال ۱۹۷۰ بدست دو دکتر از دانشگاه میشیگان پایه‌گذاری شد و بودجهٔ آن را آلوار هنسو از بنیاد هنسو تأمین کرد. مرکز پژوهشی بزرگی از دانشمندان و آزاداندیشان سراسر جهان ایجاد شد که به پژوهش در زمینه‌های هواشناسی، روانشناسی، فراروان‌شناسی، جانورشناسی و جامعهٔ آرمانی می‌پرداختند.
در یکی از قسمت‌ها مشخص می‌شود که از ابتدای دههٔ ۱۹۷۰ تا مرگ اعضای پروژه، ریاضی‌دانی با نام هوراس گودسپید (''Horace Goodspeed'')، مسئول عملیات دارما در جزیره بوده‌است. تمامی تصمیمات کلیدی گروه در کمیته‌ای گرفته می‌شود که تمام سران بخش‌های مختلف دارما در آن عضو هستند که از آن‌ها می‌توان به استورات رادزینسکی، رئیس بخش پژوهش‌ها و لافلور، رئیس بخش امنیت دارما اشاره کرد. این کمیته نیز گزارش کارها و تصمیمات گرفته‌شده را به هیئت رییسهٔ ابتکار دارما در دانشگاه میشیگان ارائه می‌دهد.

## ایستگاه‌های پژوهشی
گروه ابتکار دارما، دارای نُه ایستگاه پژوهشی شناخته‌شده در جزیره هستند. (به علاوهٔ ایستگاه پست لامپ که در خارج از جزیره قرار دارد) بیشتر این ایستگاه‌ها به صورت مخفی‌گاه‌های زیرزمینی یا پناهگاه‌های دور از دسترس ساخته شده‌اند. در طول سریال، بازماندگان سانحهٔ سقوط هواپیمای پرواز اوشنیک ۸۱۵ موفق می‌شوند که برخی از این ایستگاه‌ها را از نزدیک ببینند.

نشان‌های تمامی ده ایستگاه پژوهشی گروه ابتکار دارما. این نشان‌ها از همان هشت‌ضلعی نشان اصلی و باگوآی اطراف آن تشکیل شده و تنها مرکز نشان در هر ایستگاه تغییر کرده‌است.

### ایستگاه ۱: هیدرا
ایستگاه هیدرا (The Hydra)، یک ایستگاه پژوهشی همچون باغ وحش در یک جزیرهٔ کوچک است که در دو مایلی جزیرهٔ اصلی قرار دارد. در سریال گفته می‌شود که این جزیره به اندازهٔ دو برابر جزیره آلکاتراز وسعت دارد. قفس‌های آن در جنگل محلی قرار دارند و خرس‌های قطبی را در آن نگه می‌داشته‌اند. در آکواریوم‌های زیردریایی آن نیز کوسه‌ها و دلفین‌ها را نگهداری می‌شدند.
نشان آن همان نشان گروه ابتکار دارماست که در میان آن یک هیدرا قرار دارد.

### ایستگاه ۲: پیکان
در فلاش‌بکی در قسمت And Found... در فیلمی ضبط شده، چانگ توضیح می‌دهد که ایستگاه پیکان (The Arrow) برای مشاهدهٔ دشمنان و مشخص کردن استراتژی مقابله با آنان است.
نشان آن یک پیکان رو به بالا است که در مرکز با گوآ قرار دارد.

### ایستگاه ۳: قو

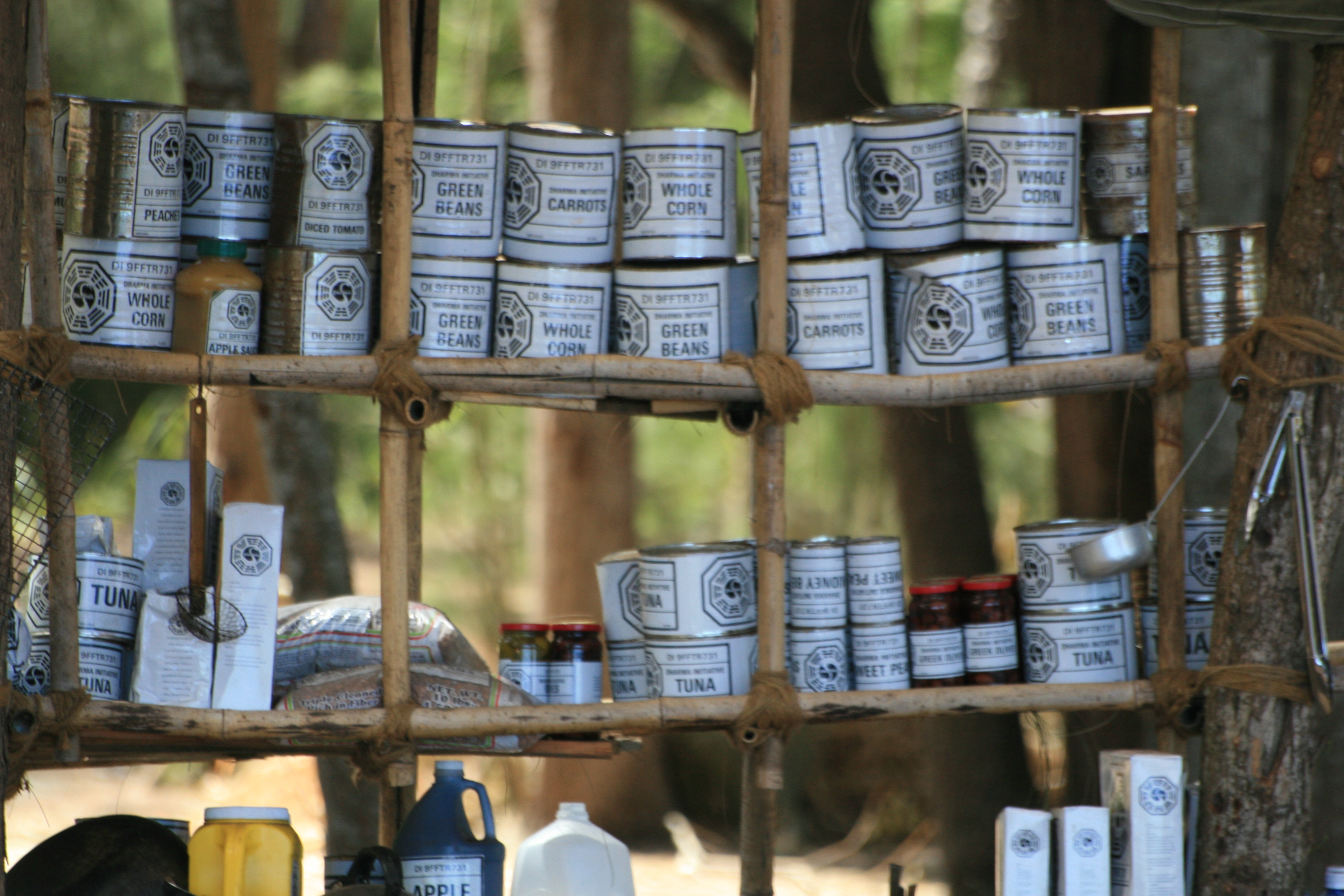
مواد غذایی انبار ایستگاه قو. نشان ایستگاه قو بر روی قوطی‌های کنسرو و شیشه‌های مربا مشخص است.

ایستگاه قو (The Swan)، آزمایشگاهی بود که برای پژوهش دربارهٔ الکترومغناطیس ساخته شد. در یکی از قسمت‌ها، رادزینسکی که یکی از اعضای دارما بود بود ادعا می‌کرد که این ایستگاه پس از کامل شدن، توانایی دستکاری در نیروی الکترومغناطیس را می‌دهد که می‌تواند دنیا را تغییر دهد. در یکی از قسمت‌ها چنین می‌فهمیم که در یکی از حفاری‌های ابتکار دارما در عمق زمین، به یک میدان گسترده نیروی الکترومغناطیس برخورد می‌کنند که ایستگاه دارما برای جلوگیری از انفجار و خروج نیروی عظیم آن میدان نیرو ساخته شده‌است.
نشان آن یک قوی سفید است که در مرکز با گوآ قرار دارد.

### ایستگاه ۴: شعله
ایستگاه شعله (The Flame)، برای ارتباطات گروه ابتکار دارما بکار می‌رود. برخلاف دیگر ایستگاه‌ها، به صورت یک ایستگاه پنهان زیرزمینی ساخته نشده بلکه خانه‌ای چوبی است در میانهٔ جنگل که دیش ماهواره‌ای بزرگی بر سقف آن قرار دارد و با استفاده از ارتباطات ماهواره‌ای و سونار با دیگر ایستگاه‌های ابتکار دارما و نیز با جهان خارج در ارتباط است.
در زیر این ایستگاه انبار بزرگ تجهیزات قرار دارد و همین‌طور کتابخانه‌ای که در آن دستورالعمل‌های گروه ابتکار دارما نوشته شده‌است. در اطراف آن باغ‌هایی قرار دارند بعلاوهٔ آغل‌هایی برای نگهداری گاو، بز و ماکیان. در یکی از قسمت‌ها، کیت آستن، سعید جراح و جان لاک این ایستگاه را پیدا می‌کنند؛ لاک از کامپیوتر استفاده می‌کند تا به جهان خارج پیام بفرستد که دشمنان ایستگاه را به کنترل خود درآورده‌اند و سپس با استفاده از کامپیوتر، مواد منفجرهٔ سی-۴ جاسازی‌شده در ایستگاه را منفجر می‌کند و ایستگاه شعله از بین می‌رود.

### ایستگاه ۵: مروارید
ایستگاه مروارید (The Pearl)، مکانی که ابتکار دارما به پژوهش‌های روانشناسی می‌پردازد. این ایستگاه دارای نُه نمایشگر تلویزیونی است که با آن می‌توان افراد دیگر ایستگاه‌ها را مشاهده کرد. دو صندلی، میز تحریر و نیز کامپیوتری متصل به چاپگر دارد. طبق گفته‌های دکتر ویکمن، دو خدمه در این ایستگاه در شیفت‌های هشت‌ساعته به مشاهده نمایشگرها می‌پردازند و تمامی اعمال افراد ایستگاه‌ها را یادداشت می‌کنند و سپس مشاهدات ثبت شده در دفترچه‌ها را از طریق یک لولهٔ بادی به مکانی دیگر می‌فرستند. در فصل سه، برخی از بازماندگان به امید یافتن راهی برای ارسال اطلاعات به دیگران آن را جستجو می‌کنند اما متوجه می‌شوند که تجهیزات الکترونیکی این ایستگاه تنها برای دریافت داده‌ها بکار می‌روند و نه برای ارسال آنها.

### ایستگاه ۶: اُرکید
در نگاه اول به نظر می‌رسد که ایستگاه اُرکید (The Orchid) یک گلخانهٔ رهاشده باشد. اما بعدها می‌فهمیم که در زیر آن طبقهٔ پنهان دیگری از ایستگاه قرار دارد که یک آزمایشگاه مجهز همچون ایستگاه قو است. در ایستگاه اُرکید تالاری وجود دارد که در نزدیکی ماده‌ای مرموز قرار دارد که توانایی منحرف کردن زمان و مکان را دارد. در فیلمی، دکتر ادگار هالیواکس بیان می‌کند که برخلاف دستورالعمل ابتکار دارما که ایستگاه اُرکید را یک مرکز پژوهش‌های گیاه‌شناسی خوانده‌است، این ایستگاه محلی برای پژوهش اثر کاسیمیری است که جزیره از خود نشان می‌دهد.
در زیر ایستگاه اُرکید، اتاقی با ستون‌ها و سنگ‌هایی قرار دارد که بر روی آن خطوط هیروگلیف ناشناخته‌ای نوشته شده‌است که در برخی مکان‌های دیگر نیز در جزیره وجود دارند. این اتاق به اتاقی دیگر ختم می‌شود که در آن یک چرخ بزرگ یخ‌زده به صورت افقی در دیوار کار گذاشته شده‌است. این اتاق‌ها و این چرخ پیش از ساخت ایستگاه اُرکید در این محل وجود داشته‌اند و پیش‌ترها از طریق یک چاه به سطح زمین مرتبط بوده‌اند. هیچ‌یک از اعضای ابتکار دارما به این اتاق وارد نشدند اما بنجامین لاینوس پس از پیدا کردن این اتاق وارد آن شد و با چرخاندن این چرخ از جزیره جدا شده و خود را در صحرای تونس می‌بیند.

### ایستگاه ۷: پرسنل
ایستگاهی برای پژوهش‌های پزشکی است که بعدها از آن برای به دنیا آوردن کودکان استفاده می‌شود. راهرویی دراز است که در پایان آن یک اتاق عمل جراحی و اتاق‌های پرستاران قرار دارد. اتاق‌های مخفی دیگری نیز در آن وجود دارد.

### ایستگاه ۸: آینه
ایستگاه آینه (The Looking-Glass) در بستر دریا در عمق ۱۸ متری زیر آب و در فاصلهٔ ۱۲۸ متری از ساحل جزیره قرار دارد. از این ایستگاه برای از کار انداختن ارتباطات جزیره با دنیای خارج و پارازیت انداختن روی ارتباطات دنیای خارج استفاده می‌شود. همچنین محلی است که زیردریایی ابتکار دارما را برای ورود به جزیره راهنمایی می‌کند. برق آن از طریق کابلی که به جزیره می‌رود تأمین می‌شود.
نشان آن همان نشان ابتکار دارماست که یک خرگوش سفید  به نشانهٔ‌خرگوش آلیس در سرزمین عجایب در مرکز آن قرار دارد.

### ایستگاه ۹: توفان
ایستگاه توفان (The Tempest)، محل کنترل سلاح‌های شیمیایی جزیره است و با آن می‌توان گازهای سمی را در سراسر جزیره رها کرد.

### ایستگاه ۱۰: پست لامپ
ایستگاه پست لامپ (The Lamp Post)، تنها ایستگاه ابتکار دارماست که در خارج از جزیره قرار دارد. این ایستگاه در زیر یک کلیسا در شهر لوس آنجلس قرار دارد و بر روی منبع نیرویی الکترومغناطیسی مشابه آنچه در جزیره وجود دارد قرار دارد. این ایستگاه هم همچون جزیره می‌توان حرکت کند و مکان‌یابی آن سخت است. پژوهش‌گران ابتکار دارما موفق می‌شوند معادله‌ای برای پیش‌بینی مکان آیندهٔ جزیره ابداع کنند که فرصت دسترسی به آن را هم فراهم می‌کند.

## ایستگاه‌ها در سریال
| ایستگاه              | اولین بار در                                                     | اولین بار دیده‌شده در                | آخرین مشاهده                     | نام برده‌شده در              |
| -------------------- | ---------------------------------------------------------------- | ----------------------------------- | -------------------------------- | --------------------------- |
| ایستگاه ۱: هیدرا     | A Tale of Two Cities (۳٫۰۱)                                      | A Tale of Two Cities (۳٫۰۱)         | The New Man in Charge (Epilogue) | A Tale of Two Cities (۳٫۰۱) |
| ایستگاه ۲: پیکان     | Everybody Hates Hugo (۲٫۰۴)                                      | The Other 48 Days (۲٫۰۷)            | The Other 48 Days (۲٫۰۷)         | Lockdown (۲٫۱۷)             |
| ایستگاه ۳: قو        | All the Best Cowboys Have Daddy Issues (۱٫۱۱)                    | Man of Science, Man of Faith (۲٫۰۱) | LA X (۶٫۰۱ و ۶٫۰۲)               | Orientation (۲٫۰۳)          |
| ایستگاه ۴: شعله      | The Cost of Living (۳٫۰۵)                                        | Enter 77 (۳٫۱۱)                     | Namaste (۵٫۰۹)                   | Lockdown (۲٫۱۷)             |
| ایستگاه ۵: مروارید   | ? (۲٫۲۱)                                                         | ? (۲٫۲۱)                            | Exposé (۳٫۱۴)                    | ? (۲٫۲۱)                    |
| ایستگاه ۶: اُرکید     | Comic Con orientation film and There's No Place Like Home (۴٫۱۴) | There's No Place Like Home (۴٫۱۴)   | The Variable (۵٫۱۴)              | Comic Con orientation film  |
| ایستگاه ۷: انبار     | Maternity Leave (۲٫۱۵)                                           | Maternity Leave (۲٫۱۵)              | Something Nice Back Home (۴٫۱۰)  | Lockdown (۲٫۱۷)             |
| ایستگاه ۸: آینه      | Greatest Hits (۳٫۲۱)                                             | Greatest Hits (۳٫۲۱)                | Through the Looking Glass (۳٫۲۲) | Greatest Hits (۳٫۲۱)        |
| ایستگاه ۹: توفان     | The Other Woman (۴٫۰۶)                                           | The Other Woman (۴٫۰۶)              | The Other Woman (۴٫۰۶)           | The Other Woman (۴٫۰۶)      |
| ایستگاه ۱۰: پست لامپ | The Lie" (۵٫۰۲)                                                  | ۳۱۶ (۵٫۰۶)                          | ۳۱۶ (۵٫۰۶)                       | ۳۱۶ (۵٫۰۶)                  |